# About Youth 默默的我，不默默的我們
《About Youth 默默的我，不默默的我們》（英語：About Youth），是2022年播出的台灣校園BL電視劇集，由蔡宓潔執導，改編自黃思蜜小說《默默》，並由4位新演員沈駿、李振浩、徐碩廷、黃信赫主演，首2集於2022年8月29日於串流平台Bilibili、9月3日於東森戲劇台首播。

## 播出時間

### 首播
| 平台         | 所在地                                               | 播出日期               | 播出時間                    |
| Bilibili     | 全世界                                               | 2022年8月29日－9月19日 | 每週一 20:00 上架2集        |
| 樂天電視     | 日本                                                 | 2022年8月29日－9月19日 | 每週一 20:00 上架2集        |
| Video Market | 日本                                                 | 2022年8月29日－9月19日 | 每週一 20:00 上架2集        |
| GagaOOLala   | 全世界 · (台日韓港澳除外)                            | 2022年8月29日－9月19日 | 每週一 22:00 上架2集        |
| Rakuten Viki | 歐洲 · 美洲 · 新西兰 · 印度 · 以色列 · 菲律賓 · 泰國 | 2022年8月29日－9月19日 | 每週一 22:00 上架2集        |
| 東森戲劇台   | 臺灣                                                 | 2022年9月3日－9月24日  | 每週六 20:00－22:00 連播2集 |

## 演員

### 主演
| 演員   | 角色       | 介紹 | 登場集數   |
| 沈駿   | 徐啟章     | 海誠高中學生，校內是邊緣人，在校外則擔任樂團Chapter的主唱，為了獲得留學獎學金而參選學生會長。                      | 1－8       |
| 李振浩 | 葉廣       | 海誠高中學生，長相帥氣且成績出色，受許多學生愛戴，家境富裕但心裡空虛，爸爸對他要求嚴格，在爸爸要求下參選學生會長。 | 1－8       |
| 徐碩廷 | 范睿豪 Ray | 海誠高中學生，葉廣的好朋友，私下喜歡扮女裝，與原本的男友在餐廳裡起衝突而被店員阿健相助。                           | 1, 2, 4－8 |
| 黃信赫 | 阿健       | 大學生，樂團Chapter的鍵盤手兼團長，在餐廳打工時看到Ray男友劈腿行徑而出手相助，因而認識Ray。                        | 1－8       |

### 聯合主演
| 演員   | 角色   | 介紹                                                                                   | 登場集數            |
| 陳雪甄 | 葉媽   | 精明幹練的高階白領，是兒子葉廣跟葉爸關係間的潤滑劑，但由於工作忙碌而無法隨時陪伴兒子。 | 1, 3, 5－8          |
| 邱德洋 | 葉爸   | 補教界名師，工作繁忙，對兒子各項表現要求很嚴厲。                                       | 1, 3, 4(聲音), 5－8 |
| 張詩盈 | 徐媽   | 生性樂天但迷糊，與兒子徐啟章關係緊密，在丈夫意外過世後獨自經營麵攤。                   | 1, 2, 3, 6, 8       |
| 黃士勛 | 徐爸   | 與家人感情很好，突然發生意外而過世。                                                   | 1, 3                |
| 陳彥壯 | 舅舅   | 愛喝酒，喝醉就動手，三不五時向姐姐、外甥要錢。                                         | 3, 4                |
| 蔡弘燁 | 陳峻威 | 海誠高中學生，對葉廣是校園風雲人物感到不以為然。                                       | 1, 2, 3, 4          |
| 許書齊 | 大白   | 海誠高中學生，點子王，義氣，陳峻威的好朋友。                                           | 1, 3, 4             |
| 夏浦洋 | Shaun  | 樂團Chapter的貝斯手。                                                                  | 2, 3, 4, 6, 8       |
| 黃珮琪 | Iris   | 樂團Chapter的鼓手。                                                                    | 2, 3, 4, 6, 8       |
| 羅章恩 | 小     | 樂團Chapter的吉他手，阿健的好朋友。                                                    | 1, 2, 3, 4, 6, 8    |
| 林之浩 | 奈米   | 海誠高中學生，白目，陳峻威的好朋友。                                                   | 1, 3, 4             |

### 友情演出
| 演員   | 角色     | 介紹                                            | 登場集數 |
| 楊懿軒 | 林翔     | Ray陷入煩惱的交往對象，他同時也跟許多女生交往。 | 1, 2     |
| 劉韋辰 | Chris    | 海誠高中學生，學生會長。                        | 2, 8     |
| 許宸瑒 | 超商路人 |                                                 |          |

### 其他演員
| 演員     | 角色         | 介紹                                         | 登場集數 |
| 蔡佳彤   | 小威妹       | 海誠高中學生，喜歡葉廣而在公開場合向他告白。 | 1        |
| 洪義     | 副學生會長   | 海誠高中學生，副學生會長。                   |          |
| 黃朝富   | 田主任       | 海誠高中主任。                               |          |
| 蟲蟲     | 郭老師       | 海誠高中老師。                               |          |
| 陳馬可   | 外國參訪團   |                                              |          |
| 許庭嘉   | 林翔一號女友 | 林翔女友。                                   |          |
| 彭珮柔   | 林翔二號女友 | 林翔女友。                                   | 2        |
| 胡智強   | 餐廳店長     |                                              | 5        |
| 張真菡   | 家教老師     |                                              |          |
| 邱紫瑄   | 鋼琴老師     |                                              |          |
| 張子揚   | 警衛大哥     |                                              |          |
| 魏品勻   | 訪談主持人   |                                              |          |
| 吳宗能   | 騎車老人     |                                              |          |
| 李亞諭   | 冰店店員     |                                              |          |
| 林家碩   | 便利商店店員 |                                              |          |
| 李建燁   | 客人         | 便利商店客人                                 |          |
| 張庭瑜   | 客人         | 便利商店客人                                 |          |
| 高之廷   | 客人         | 便利商店客人                                 |          |
| 賴饌仁   | 老闆         | 夜市燒烤攤老闆                               |          |
| 田中壽子 | 客人         | 麵攤客人                                     |          |
| 陳世川   | 客人         | 麵攤客人                                     |          |
| 劉佳龍   | 客人         | 麵攤客人                                     |          |
| 劉昱岑   | 客人         | 麵攤客人                                     |          |
| 吳俊諺   | 客人         | 阿健打工餐廳客人                             |          |
| 郭奕君   | 客人         | 阿健打工餐廳客人                             |          |
| 林子乂   | 客人         | 阿健打工餐廳客人                             |          |
| 顏瑞辰   | 客人         | 阿健打工餐廳客人                             |          |
| 林汶仲   | 客人         | 阿健打工餐廳客人                             |          |
| 孫代古   | 客人         | 阿健打工餐廳客人                             |          |
| 陳秉懋   | 客人         | 阿健打工餐廳客人                             |          |
| 林文欣   | 客人         | 阿健打工餐廳客人                             |          |

## 電視劇歌曲
| 曲別   | 歌名         | 演唱者 | 作詞   | 作曲   |
| 片頭曲 | Take It Away | 柯棨棋 | 柯棨棋 | 柯棨棋 |
| 片尾曲 | Slow Motion  | 柯棨棋 | 柯棨棋 | 柯棨棋 |
| 插曲   | 偶爾的念頭   | 林昱君 | 意梁   | 羅煉羽 |
| 插曲   | 做你的太陽   | 文慧如 | 文慧如 | 文慧如 |

## 拍攝地點
- 葉廣遇見徐啟章的便利商店

台北市內湖區 7-11全球門市
- Ray與阿健逛街地點

台北市大同區寧夏夜市
- Chapter樂團練團地點

台北市內湖區 一口音樂工作室
- 葉廣住處

台北市內湖區 領袖社區
- 葉廣傾訴地點

台北市松山區 吉仁公園
- 徐媽麵店

台北市萬華區 菊屋鍋燒麵
- 阿健打工的咖啡館

台北市中正區 La Grotta
- Ray吃蛋糕的花壇附近的便利店

台北市大安區 敦禾門市
- 葉廣和徐啟章吃麻糬的店

台北市大安區 昭和浪漫氷室

## 出版
- 《About Youth 默默的我，不默默的我們：青春紀念冊》，作者：大慕可可 ，出版社：尖端出版社，出版日期：2022年9月20日，ISBN 9786263383869。
- 《About Youth 默默的我，不默默的我們：DVD 》，製作：大慕可可 ，出版發行：采昌國際多媒體，出版日期：2022年12月23日，博客來網站之About Youth 默默的我，不默默的我們 DVD （页面存档备份，存于）。

## 外部連結
- About Youth 默默的我，不默默的我們的Instagram帳戶
- About Youth 默默的我，不默默的我們的X（前Twitter）
- 互联网电影数据库（IMDb）上《About Youth 默默的我，不默默的我們》的资料（英文）
- 豆瓣电影上《About Youth 默默的我，不默默的我們》的資料 （简体中文）

## 作品的變遷
| 臺灣 東森戲劇台 每週六 20:00－22:00       | 臺灣 東森戲劇台 每週六 20:00－22:00                                | 臺灣 東森戲劇台 每週六 20:00－22:00 |
| ----------------------------------------- | ------------------------------------------------------------------ | ----------------------------------- |
|                                           | About Youth 默默的我，不默默的我們 （2022年9月3日－2022年9月24日） |                                     |
| 死神少女 （2022年3月20日－2022年4月23日） | —                                                                  |                                     |